# Campioni del Domani 2023
El Campioni del Domani 2023 fue la 50.ª edición de la principal competición juvenil del básquetbol chileno. El campeonato contó con la participación de 18 equipos que participan con sus escuadras sub-19 que se desarrolló del 5 de enero al 15 de enero de 2023. 17 clubes participantes fueron nacionales y 1 club invitado desde Uruguay. El campeonato se llevó a cabo como todos los años en el Gimnasio de Stadio Italiano de la comuna de Las Condes.
Español de Osorno se corona campeón por primera vez en su historia de esta competición venciendo en la final a San Felipe Basket 82-55.